# 邓玉林
邓玉林（1962年9月29日—），男，安徽东至人，中国神经生物学与空间生物学专家，北京理工大学教授。长期从事空间生命科学载荷研究。

## 生平
1962年出生于安徽省东至县洋湖镇。1983年6月毕业于北京工业学院化工系化学工程专业，获工学学士学位。1986年7月获得北京理工大学化工系应用化学专业硕士学位，留校任教，1992年升任副教授。1997年3月获得日本名古屋工业大学生命科学系神经生物学专业博士学位。1997年至1999年，在加拿大萨斯喀彻温大学医学院从事博士后研究工作。2002年，任北京理工大学生命学院院长。2006年起享受国务院政府特殊津贴。2013年9月，当选国际宇航科学院通讯院士。2015年6月，当选国际宇航科学院院士。2016年，任北京理工大学生命学院空间生物与医学工程研究所所长。

## 社会兼职
- 中国电子学会生命电子学分会理事长
- 中国空间科学学会常务理事
- 中国分析测试协会常务理事
- 中国色谱学会常务理事
- 中国药理学会理事